# Novo Brasil
Novo Brasil este un oraș în Goiás (GO), Brazilia.